# دوروثي ديفيس
دوروثي ديفيس (بالإنجليزية: Dorothy Salisbury Davis)‏ (و. 1916 – 2014 م) هي روائية، وكاتِبة أمريكية، ولدت في شيكاغو، توفيت عن عمر يناهز 98 عاماً.

## جوائز
حصلت على جوائز منها:

جائزة إدغار

## وصلات خارجية
- دوروثي ديفيس على موقع IMDb (الإنجليزية)
- دوروثي ديفيس على موقع قاعدة بيانات الفيلم (الإنجليزية)

- دوروثي ديفيس في قاعدة بيانات الأفلام على الإنترنت